# Fazla
Muhammad Fazlagovics, művésznevén Fazla (Jugoszlávia, Szarajevó, 1967. április 17. –) bosnyák énekes, popzenei dalszövegíró, a szarajevói "Fazla Band" frontembere, labdarúgó, edző. 

## Pályafutása
Együttesével képviselték Bosznia-Hercegovinát az 1993-as Eurovíziós Dalfesztiválon, mely ez ország első részvétele volt a versenyen. Ott a "Sva bol svijeta" dalt adta elő.
Abban az évben megjelent azonos címen az első lemeze is, melyen olyan nagy neveket sikerült felvonultatnia országa popzenészei közül, mint Hari Varešanović, Dino Dervišhalidović, Alka Vuica, Fahrudin Pecikoza, Adi Mulahalilović, Amir Bjelanović, Neno Jeleč és mások. Lemeze Bosznia és Hercegovinában valamint a diaszpórában élők közében is nagy népszerűségre tett szert. Zenei pályafutása mellett Fazla a sport terén is sikereket ért el. miután több évig focizott a számára otthoni Szarajevó csapataiban, először az ifi "Sarajevo" majd a felnőtt Sarajevo "Bosna" csapatában.  Ezután Fazla az amerikai Louisville focicsapatának edzője lett. 1996-ban megalakította a "United" nevű focicsapatot.
Muhamed Fazlagić 2000-ben szerzett üzleti alapdiplomát a Sullivan University-n, majd diplomáciából mesterdiplomázott 2006-ban a Kentucky State University-n.

## Fordítás
Ez a szócikk részben vagy egészben  a   Muhamed Fazlagić című bosnyák Wikipédia-szócikk ezen változatának fordításán alapul.  Az eredeti cikk szerkesztőit annak laptörténete sorolja fel. Ez a jelzés csupán a megfogalmazás eredetét és a szerzői jogokat jelzi, nem szolgál a cikkben szereplő információk forrásmegjelöléseként.